# 邦妮·布莱尔
邦妮·布莱尔（英語：Bonnie Blair，1964年3月18日—），美国女子速度滑冰运动员。她曾参加1984年、1988年、1992年和1994年四届冬季奥运会，共获得5枚金牌和1枚铜牌。她的丈夫Dave Cruikshank同样是速度滑冰选手。